# Union Namur
Pour le club de basket-ball, voir Union Royale Namur (basket).
Maillots
Actualités
Dernière mise à jour : 25 mai 2025.
L'Union Royale Namur est un club de football belge, localisé à Namur. Porteur du matricule 156, le club porte les couleurs noir et jaune, d'où le surnom de "Merles". Il évolue en D1 ACFF, troisième niveau national, lors de la saison 2024-2025. C'est sa 89e saison dans les divisions nationales.
Le club  a connu un grand nombre de fusions, officielles ou non, avec d'autres clubs de l'entité namuroise au cours de ses cent ans d'histoire. Il a toutefois toujours conservé son numéro de matricule (156) originel, octroyé à Namur Sports, l'ancêtre de l'URN.
En 2018, relégué sportivement et menacé de faillite et de radiation, l'UR Namur fusionne avec le club de Fosses-la-Ville, le Racing FC Fosses (matricule 9408), champion de première provinciale namuroise et promu en D3 Amateur, pour former le club actuel.
En 2021, l'appellation Fosses-la-Ville est supprimée de la dénomination par les dirigeants du club qui reviennent à l'appellation Union (Royale) Namur. Après un changement de dénomination, l'emploi du vocable « royal(e) » n'est plus autorisé le temps d'effectuer quelques démarches administratives.
En juin 2023, le club décide d'utiliser à nouveau l'appellation "Royale" et la dénomination redevient Union Royale Namur, provisoirement abrégée UR Namur,.

## Repères historiques
Les origines de l'Union Royale Namur sont parmi les plus méconnues de l'histoire footballistique belge. En fait, selon une hypothèse, il semble que le club trouve son origine dans Namur FC, fondé en 1905 et/ou le Red Star Namur, créé en 1913, voire le Namur FC première version, fondé en 1899, mais dont l'existence est furtive. Toujours est-il que l'UR Namur a officiellement fêté son centenaire en 2005.
- 1913 : existence avérée de plusieurs clubs avant cette date: NAMUR FOOTBALL CLUB (version 1) (1899-1904), SPORTING CLUB NAMUROIS (1904), NAMUR FOOTBALL CLUB (version 2) (1905-1921), ATHENEUM EXTERNAT FOOTBALL CLUB (1907) ou encore UNION SPORTIVE NAMUROISE (1908-1913).
- 1913 : fondation de RED STAR NAMUR.
- 1915 : fondation de WALLONIA ASSOCIATION NAMUR le 01/08/1915.
- 1915 : fondation de UNION SPORTIVE JAMBOISE (voir Clubs belges disparus avant 1926).
- 1921 : 16/05/1921, fusion de RED STAR NAMUR, CERCLE SPORTIF NAMUROIS, UNION SPORTIVE JAMBOISE et des reliquats de NAMUR FOOTBALL CLUB pour former NAMUR SPORTS.
- 1921 : affiliation de NAMUR SPORTS à l'URBSFA le 05/09/1921.
- 1922 : affiliation de WALLONIA ASSOCIATION NAMUR à l'URBSFA le 20/03/1922.
- 1926 : Décembre 1926, publication de la première liste des numéros matricule: NAMUR SPORTS reçoit le matricule 156 tandis que WALLONIA ASSOCIATION NAMUR reçoit le matricule 173.
- 1931 : Le 23/08/1931, inauguration du stade dit des "Champs-Élysées" au faubourg Saint-Nicolas.
- 1933 : Reconnu "Société Royale", NAMUR SPORTS devient SOCIETE ROYALE NAMUR SPORTS, le 30/01/1933.
- 1941 : 01/07/1941, SOCIETE ROYALE NAMUR SPORTS (156) fusionne non-officiellement avec le WALLONIA ASSOCIATION NAMUR (173) pour former UNION ROYALE NAMUR (156). (Il y eut en fait démission de ROYAL WALLONIA ASSOCIATION NAMUR (173), le 29/07/1941, mais pas de fusion officielle: les règlements fédéraux de 1941 auraient imposé au club résultant de la fusion un nouveau numéro de matricule proche de 2950).
- 1941 : Le 19/05/1941, refondation d'un nouveau club sous la dénomination WALLONIA ASSOCIATION NAMUR. Ce cercle s'affilie à l'URBSFA qui lui attribue le matricule 3625. Grands rivaux des "Merles" de l'Union Royale, les "Canaris" évoluent quelques saisons en division 3 nationale, durant les années 1980.
- 1943 : SPORTING CLUB DE JAMBES (1579) (très probablement fondé en 1930) change son appellation en ENTENTE SPORTIVE JAMBOISE (1579).
- 1955 : Reconnue "Société Royale", ENTENTE SPORTIVE JAMBOISE prend le nom de ROYALE ENTENTE SPORTIVE JAMBOISE (1579) le 19/04/1955
- 1967 : Fin de saison 1966-1967, l'UR Namur est reléguée de Division 2. Elle met 40 ans avant d'y revenir.
- 1967 : 11/06/1967, fondation et affiliation à l'URSBSFA de FOOTBALL CLUB SAINT-SERVAIS qui reçoit le matricule 7059.
- 1977 : le stade "des Champs-Elysées" est rebaptisé Stade Michel Soulier, en hommage à un joueur namurois décédé le 27/08/1977,  durant un match de Coupe de Belgique au RSC Anderlecht.
- 1989 : 01/07/1989, UNION ROYALE NAMUR (156) fusionne avec ROYALE ENTENTE SPORTIVE JAMBOISE (1579) pour former ROYAL FOOTBALL CLUB NAMUR (156).
- 1991 : 01/07/1991, fusion de WALLONIA ASSOCIATION NAMUR (3625) avec ETOILE JAUNE ERPENT (7922) pour former WALLONIA ERPENT-JAMBES (3625).
- 1994 : 01/07/1994, PANTY CLUB NAMUR (4516) (fondé en ?) fusionne avec FOOTBALL CLUB SAINT-SERVAIS (7059) pour former UNION SPORTIVE NAMUR (4516).
- 1995 : 01/06/1995, WALLONIA ERPENT-JAMBES (3625) change sa dénomination officielle et redevient WALLONIA ASSOCIATION NAMUR (3625).
- 1996 : 01/07/1996, ROYAL FOOTBALL CLUB NAMUR (156) change sa dénomination officielle et redevient UNION ROYALE NAMUR (156).
- 1998 : 01/07/1998, fusion entre UNION SPORTIVE NAMUR (4516) et WALLONIA ASSOCIATION NAMUR (3625) pour former RACING WALLONIA SAINT-SERVAIS (4516). Le matricule 3625 disparaît.
- 2001 : le mythique Stade Michel Soulier, maison de Namur Sports puis de l'U.R. Namur, est démoli pour laisser place à un parking du centre hospitalier régional (CHR). Les Merles évoluent désormais au stade communal des Bas-Prés, dans l'antre des Canaris de Wallonia  (après une demi-saison au stade ADEPS de Jambes).
- 2002 : 01/07/2002, UNION ROYALE NAMUR (156) absorbe (pas de fusion au sens premier du terme) RACING WALLONIA SAINT-SERVAIS (4516) pour former UNION ROYALE NAMUR (156). C'est donc la deuxième fois que les "Merles" unionistes avalent les "Canaris" wawas. Une page du foot namurois se tourne.
- 2003 : L'UR Namur monte en division 3
- 2007 : UNION ROYALE NAMUR (156) accède à la Division 2 nationale au bout de 40 années d'absence. La montée est obtenue après de longues procédures devant les tribunaux. (Voir ⇒ Affaire Geel-Namur)
- 2017 : 01/07/2017, UNION ROYALE NAMUR (156) fusionne avec RACING FC FOSSES (9408) pour former UNION ROYALE NAMUR FLV (156).
- 2019 : 01/07/2019, UNION ROYALE NAMUR FLV (156) fusionne avec ETOILE ROUGE BELGRADE (8171) pour former UNION ROYALE NAMUR FLV (156).
- 2021 : 01/07/2021, "UNION ROYALE NAMUR FLV" (156) abandonne la mention de Fosses-la-Ville dans son nom, doit abandonner la dénomination "Royale", et devient "UNION NAMUR" (156)
- 2023 : Déménagement au stade ADEPS de Jambes

## Les clubs ayant fusionné avec l'UR Namur depuis 1989

### RES Jamboise
La Royale Entente sportive jamboise (matricule 1579) était un club de football belge créé le 10 mai 1943.
Le 19 avril 1955, le club obtint le titre de société royale. Le club a évolué plusieurs saisons en division 3 du championnat national belge.

Le 1er juillet 1989, la RESJ fusionna avec l'Union royale Namur (156) pour devenir le R.F.C. Namur (156).

### Racing Wallonia Saint-Servais (ex-Wallonia Association Namur)
Créé le 01/07/1998, le Racing Wallonia Saint-Servais est le fruit d'une fusion entre Wallonia Association Namur (3625) et l'Union Sportive Namur (4516), qui évoluait au Stade d’Hastedon à Saint-Servais, sous le matricule 4516.
Le 01/07/2002, le Wallonia est absorbé par l'UR Namur.

### Racing FC Fosses
Le Racing FC Fosses a été fondé le 24 janvier 2002 sous l'appellation de Jeunesse Sportive Fosses comme une reconstitution de l'ancien n° de matricule 676, radié quelques mois plus tôt. La "JS Fosses" s'est affiliée à l'URBSFA le 23 avril 2002 et s'est vu attribuer le n° de matricule 9408. Le 1er juillet 2010, le club a changé son appellation en Racing Football Club Fosses.
La "JS Fossoise" initiale est fondée le 7 avril 1926 et affiliée à l'URBSFA, le 2 juillet 1926. Elle reçoit le matricule 676 en décembre 1926. Reconnu "Société Royale", le 4 décembre 1951, le club prend le nom de "Royale JS Fossoise" le 22 avril 1952. Il est radié des registres de la fédération le 9 août 2001.
Fusion avec l'UR Namur le 01/07/2017.

### Étoile Rouge Belgrade
L'Étoile Rouge de Belgrade fut fondée le 15/06/1974. Elle reçut le numéro de matricule 8171 et évoluait en blanc - rouge - vert.
Le club fusionna avec l'UR Namur le 01/07/2019.

## Depuis 2004; entre un éphémère retour en D2 et un endettement chronique

### Affaire Khaïda, arrivée de J-C Baudart
En 2004, l'UR Namur subit un terrible coup. Son président, Armand Khaïda est mis en examen par la justice pour malversations diverses et de fraudes dans la gestion du Casino de Namur, dont il est aussi le patron. D'autres dirigeants sont alors également soupçonnés au point d'être détenus préventivement, le temps que la justice ne démêle l'écheveau entre affaire judiciaire et simple gestion d'un club de sports. Au bout de dix ans, il sera condamné à 3 ans de prison avec sursis, 100 000 euros d'amendes et la confiscation de biens pour un montant de plus de 3 millions d'euros.
Beaucoup d'entités sportives ne se seraient pas remises du coup du sort de 2004. Mais le vieux matricule 156 trouve un homme providentiel, Jean-Claude Baudart qui devient son nouveau président. L'homme est rentier et… entier. Il a sa manière, son style, ses idées et il est têtu. Mais cela marche. l'UR Namur est à la bagarre pour retrouver l'antichambre de l'élite, un 2e niveau où le club n'a plus joué depuis 1967 ! Hélas, le patron du renouveau est aussi celui d'un curieux feuilleton dit de l'Affaire Geel-Namur. Fort et certain de son bon droit, Monsieur Baudart met la fédération belge devant ses responsabilités quant à la licence accordée, injustement selon l'homme fort namurois, au K. FC Verbroedering Geel. L'autorité du football belge est prise de court et l'intersaison va de rebondissements en déclarations à l'emporte-pièces. Finalement et Geel, et Namur sont promus. Un "compromis à la Belge" sur le dos des 17 autres clubs de D2. Se maintenant de justesse, Namur termine dernier la saison suivante, malgré l'arrivée de Georges Heylens au poste d'entraîneur, et redescend en 2008-2009. Une mauvaise nouvelle doublée d'une autre: le Président Baudart démissionne et quitte le club en lui laissant trois mois pour rembourser les quelque 400 000 euros apportés à son arrivée.
En 2011, à Bochum en Allemagne s'ouvre un procès d'un clan d'origine croate féru de paris. Cette bande aurait placé l'UR Namur au centre d'une machination afin de truquer des matchs et ainsi amasser des sommes importantes lors de paris arrangés. Certains témoignages implique l'ancien président Baudart, mais l'ancien patron namurois n'est jamais inquiété et dès 2008, l'UR Namur a signifié à la fédération belge ses doutes et ses craintes quant à d'éventuels faits de corruption. Ante Sapina considéré comme un des principaux "cerveaux" de cette bande d'escrocs est condamné à cinq ans et six mois de prison tout comme son principal complice Marijo Cvrtak. Celui-ci, en son temps, s'était présenté comme "candidat repreneur" de l'UR Namur.

### Départ de Baudart, arrivée de L. Roméo
Tentant de se stabiliser en D3, le cercle se maintient, avec une 12e place, en 2009-2010. La même année, le club salue l'arrivée de son nouvel homme fort, Lucien Roméo. Déjà président du club de futsal "Action 21", l'homme originaire de Charleroi éponge une grande part du passif du club qui espère repartir sur des bases saines. La Président est alors confiée à Monsieur Bertrand Lebrun . Mais lors de la saison 2010-2011, le club paie cher ce qui ressemble à une simple erreur administrative. La qualification du joueur Nadir Sbaa est remise en question. Transféré l'hiver précédent en provenance du R. FC de Liège, un club qui évolue dans la même série que les "Merles", le joueur n'aurait pas dû être aligné. Malgré le fait d'avoir assuré son maintien en récoltant 30 points, une réclamation déposée par les clubs rivaux de Ternat et de Grimbergen se solde par la perte de 15 points et la dégradation en Promotion.
Le retour au 4e étage est dur. Le club est à la peine et assure son maintien avec une modeste 11e place finale dans une série remportée la RUW Ciney. Un an plus tard, les choses évoluent positivement, l'UR Namur remporte la 2e période de dix matchs et finit vice-championne derrière Sprimont Comblain. Lors du tour final, les "Merles" profitent du renoncement du K. Blue Star Poperinge (qui fusionne avec le K. VK Ieper pour former le K. VK Westhoek)  pour atteindre le deuxième tour où ils sont éliminés par le K. Sporting Hasselt (3-1).
Lors de l'exercice 2013-2014, Namur n'est jamais dans le coup et se classe 11e d'une série gagnée, sur le fil, par Walhain devant Liège. Durant l'été suivant, le matricule 156 défraie la chronique à son corps défendant. En cause, le transfert d'Eliaquim Mangala du FC Porto vers Manchester City, pour un montant record de plus de 53 millions d'euros. Selon plusieurs organes de presse, en vertu d'un règlement FIFA et d'un fonds de solidarité, les clubs formateurs du défenseur devraient recevoir une quote-part. Les sommes de 157 000 € pour Wépion et de 454 000 € pour l'UR Namur sont avancées. Cinq ans plus tard, pas un centime n'est arrivé dans les caisses des deux clubs de la Province de Namur.
Le championnat suivant est copie conforme. Les pensionnaires des Bas-Prés végètent dans le ventre mou. Ils ne sont jamais ni en lutte pour la montée, ni réellement menacé de relégation.

### Retour des vieux démons
En 2015 et en 2016, l'UR Namur connaît de nouveau des problèmes de dettes et autres retard de paiements. À cette époque président par Bertrand Lebrun, le club est mis en liquidation en novembre 2015 à la suite d'un défaut de paiement de cotisation à l'administration chargée de la sécurité sociale. Ces déboires n'empêchent pas la poursuite des activités et l'équipe termine cette saison-là à une honorable 6e place de la Promotion série D, ce qui permet au club de se placer pour un tour final afin de rester au 4e niveau, à la suite de la réforme des différents championnats de séries inférieures. Le tournoi de fin de saison est joué, bien qu'il apparaisse rapidement que les quatre cercles engagés seront tous repêchés pour une D4 qui prend l'appellation Division 2 Amateur ACFF. L'UR Namur gagne cette petite compétition en s'imposant contre Waremme (3-0) puis au Racing Charleroi Couillet Fleurus (RCCF) (0-3).
La situation financière en général et l'ambiance en interne en particulier rendent particulièrement pénible la première compétition de D2 Amateur de l'Histoire pour des jeunes namurois qui ne quittent pratiquement jamais les sièges basculants pour terminer à la dernière place, synonyme pour le matricule 156 de descente au nouveau 5e étage national, la D3 Amateur. La dernière fois que les Merles ont joué aussi bas dans la hiérarchie, ce fut lors des saisons 1984-1985 et 1985-1986, dans ce qui était encore la première provinciale namuroise. Cette fois le club ne quitte pas les séries nationales mais le coup est dur pour ses fans les plus inconditionnels. La somme d'impayés à de nombreux créanciers, dont des anciens entraîneurs et ou joueurs ne cesse de grimper.
Nonobstant sa situation précaire, le club fait l'objet d'une gestion que l'on peut qualifier poliment de "hasardeuse". En novembre 2017, Lucien Roméo, le principal argentier, annonce qu'il s'en va. Pour beaucoup, le vieux club ne va jamais parvenir à équilibrer sa situation de faillite. La radiation fait plus que planer. Pour plusieurs chroniqueurs elle sera un fait établi en juin 2018. Les avis sont d'autant plus pessimiste qu'au même moment, la fédération menace le club de scores de forfait s'il n'apure pas ses dettes pour le 4 décembre 2017 . Fin janvier 2018, on ne sait trop s'il s'agit d'un joli canular, d'un coup de bluff magistral ou réellement d'une opération qui finalement ne conclut pas, mais une reprise du matricule 156 par un groupe d'investisseurs franco-allemands est annoncée. Le sujet fait l'actualité des médias mais rien ne filtre vraiment, excepté un communiqué de presse, suivi d'un second qui annonce le licenciement du staff de l'équipe A. Finalement, alors que tout le monde attend l'annonce prévue le 1er avril 2018 censée présenter les investisseurs, Lucien Roméo refait parler de lui. Il s'oppose à la reprise du club et en reste l'homme fort ,.

### Une énième fusion
L'exercice 2017-2018 en D3 Amateur se termine par une nouvelle déroute sportive  et une 15e place de relégable avec seulement 10 points. Cependant, une nouvelle fusion vient au secours du vieux club en péril : l'UR Namur (156) s'unit avec le Racing FC Fosses (matricule 9408). Ce club créé le 24 janvier 2002 sous la dénomination de Jeunesse Fossoise comme reconstitution de la R. US Fossoise (matricule 676, créée le 2 juillet 1926 et radiée le 9 août 2001). Le matricule 8406 a changé son nom le 1er juillet 2010 pour devenir le Racing FC Fosses. Au moment de l'officialisation de la fusion, le club fossois, entraîné par l'ancien président de l'UR Namur Jean-Claude Baudart, vient alors remporter le titre de P1 namuroise et donc de gagner le droit de monter en D3 Amateur.
La fusion est officialisée et acceptée dans le délai imparti par la fédération et ainsi la nouvelle entité peut choisir conserver le numéro de matricule 156. Cette fusion amène l'emploi (assez bref) d'un nouveau surnom: Fosses-la-Ville étant la patrie du groupe folklorique appelé les "Chinels", les joueurs de la nouvelle entité sont appelés "Chimerles" dans certains médias. Toutefois, cet usage s'estompe très vite.
Avec son ancien président sur le banc de touche, la désormais Union Royale Namur Fosses-la-Ville ou UR Namur FLV réalise en bon parcours en D3 Amateur. Elle tombe cependant sur un rival inattendu pour beaucoup d'observateurs. Néo-promu, le R.CS Brainois fait la course en tête. En fin de parcours, les Brabançons wallons calent et les Merles n'en demandent pas tant pour conquérir titre et montée .
Champion une deuxième saison consécutive, Baudart sait dès le mois de janvier 2019 qu'il ne sera plus l'entraîneur de l'UR Namur la saison suivante . Il est rapidement de notoriété publique que l'homme rebondit à la... R. JS Taminoise. Bien que ce club soit relégué de D3 Amateur en fin de saison, Baudart y devient coach et remporte le titre  de P1 namuroise (23 victoires et 1 partage en 24 matchs lors de l'arrêt de la compétition) en 2019-2020, soit un 3e sacre de rang pour l'ancien dirigeant devenu entraîneur. Confirmé dans ses fonctions par Tamines, le coach devrait recroiser la route des "Merles" lors de l'exercice 2020-2021 .

### Reléguée pour 9 dixièmes de point puis double montée
Le 1er juillet 2019, l'UR Namur FLV absorbe l'Étoile Rouge Belgrade (matricule 8171). Revenue au 4e niveau, l'UR Namur débute bien la saison 2019-2020 en engrangeant 15 points sur 30 lors de la première période de 10 matchs. La suite est nettement moins bonne. Le groupe, que son entraîneur Zoran Bojović quitte d'initiative puis accepte de reprendre quelques semaines plus tard,, est typique d'un club en plein doutes et de nouveau en difficultés financières. En février 2020, alors que le noyau a grand besoin de sérénité, le Président Christophe Graulus (ex-Racing FC Fosses) et Lucien Romeo (argentier du matricule 156 depuis près de dix ans) confirment les rumeurs qu'ils "jettent l'éponge" et cherchent un repreneur . À peine plus de deux semaines plus tard, les nouveaux patrons sont connus. Il s'agit de deux investisseurs namurois : Bernard Annet et Frédéric Étienne . N'inscrivant que six points lors des dix rencontres de la 2e période, l'UR Namur signe un 0 sur 12 qui lui est finalement fatal dans la lutte pour le maintien. Lorsque la compétition est arrêtée en raison de la crise du Covid-19, toutes les équipes de la D2 Amateur ACFF n'ont pas disputé le même nombre de rencontres. Un système de pondération est appliqué afin que toutes les formations soient alignées avec 24 parties jouées. L'UR Namur et ses 21 unités sont alors dépassées par Solières Sport qui, après pondération, sauvent leur place en D2 avec 21,9 unités, soit moins d'un point de plus que les Merles. Cette différence aura son importance lorsque le FC Tilleur, mieux classé, annonce le retrait volontaire de son équipe de série nationale : Solières est ainsi sauvé, et Namur définitivement condamné à la descente. Malgré cela, l'entraîneur Bojović est confirmé dans ses fonctions pour la saison 2020-2021.
La saison 2020-2021 sera déclarée nulle. Seules 5 journées ont pu se dérouler.
En 2021-2022, L'Union réalise une très bonne saison est déclarée championne de D3 ACFF avec 65 points sur 84 possibles, soit 16 points d'avance sur son dauphin Manage. Ce titre assure une montée directe à l'Union qui lui permet de participer, en 2022-2023 à la compétition en D2 ACFF.
En 2022-2023, les Merles terminent deuxième du championnat derrière le RFC Warnant et devant Tubize et sont amenés à monter en Nationale 1 étant l'équipe la mieux classée en ordre de licence.

## Stades

### Stade Michel Soulier (1931-2001)

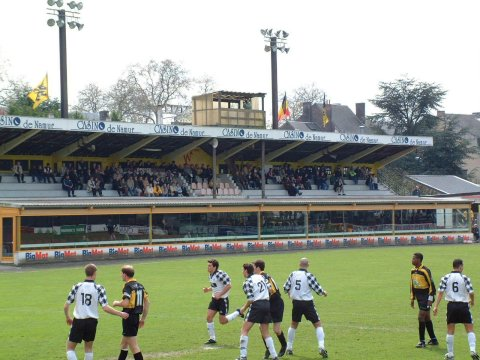
Vue de la tribune assise en 2001 lors du tout dernier match disputé par l'URN à "Soulier" (contre l'AS Eupen)

Le stade Michel Soulier, situé au faubourg est de Namur, dit "Saint-Nicolas", était le stade historique de Namur Sports puis de l'Union Royale Namur après la fausse fusion entre les clubs rivaux Namur Sports et Wallonia Namur en 1941.

En mai 2001, le stade fut abandonné puis démoli pour laisser place à un parking destiné au Centre hospitalier régional de Namur.
- Construit : 1931
- Capacité : 5 000 places, dont environ 400 assises, en configuration "sécurité".
- Détruit : 2001
- Record d'affluence : 10 500 personnes, en décembre 1972, à l'occasion de la visite du Standard de Liège dans le cadre de la coupe de Belgique.

### Stade communal "des Bas-Prés" (2002-2023)

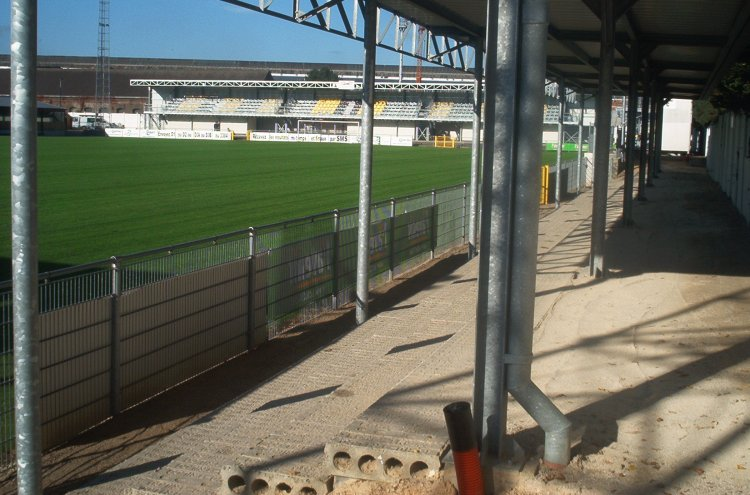
Vue de la tribune assise en 2007 à partir du secteur visiteurs

Le stade communal de Namur (aussi appelé stade des Bas-Prés) est l'ancien stade du club de football Wallonia Association Namur.
Situé dans le quartier de Salzinnes, il est enclavé entre le palais des expositions de Namur, la Sambre et les ateliers du chemin de fer (SNCB).
Rénové de manière peu heureuse en 2001 pour accueillir l'UR Namur, délogée de son stade Michel Soulier, il devrait à terme disparaître à son tour pour laisser place à une extension de Namur Expo.
- Adresse : Place André Rijckmans, 5000 Namur.
- Capacité : environ 3 500 places dont 700 places assises couvertes.
- Record d'assistance depuis 2001 : 3 500 spectateurs lors du match UR Namur - KFCV Geel, à l'occasion du tour final de D3 en juin 2007.

Le 14 mai 2023, le club joue son dernier match officiel dans ce stade qui, comme son prédécesseur 22 ans plus tôt, est destiné à devenir un parking. L'Union prévoit de déménager à Jambes.

#### Stade ADEPS de Jambes: "Le Nid des Merles"

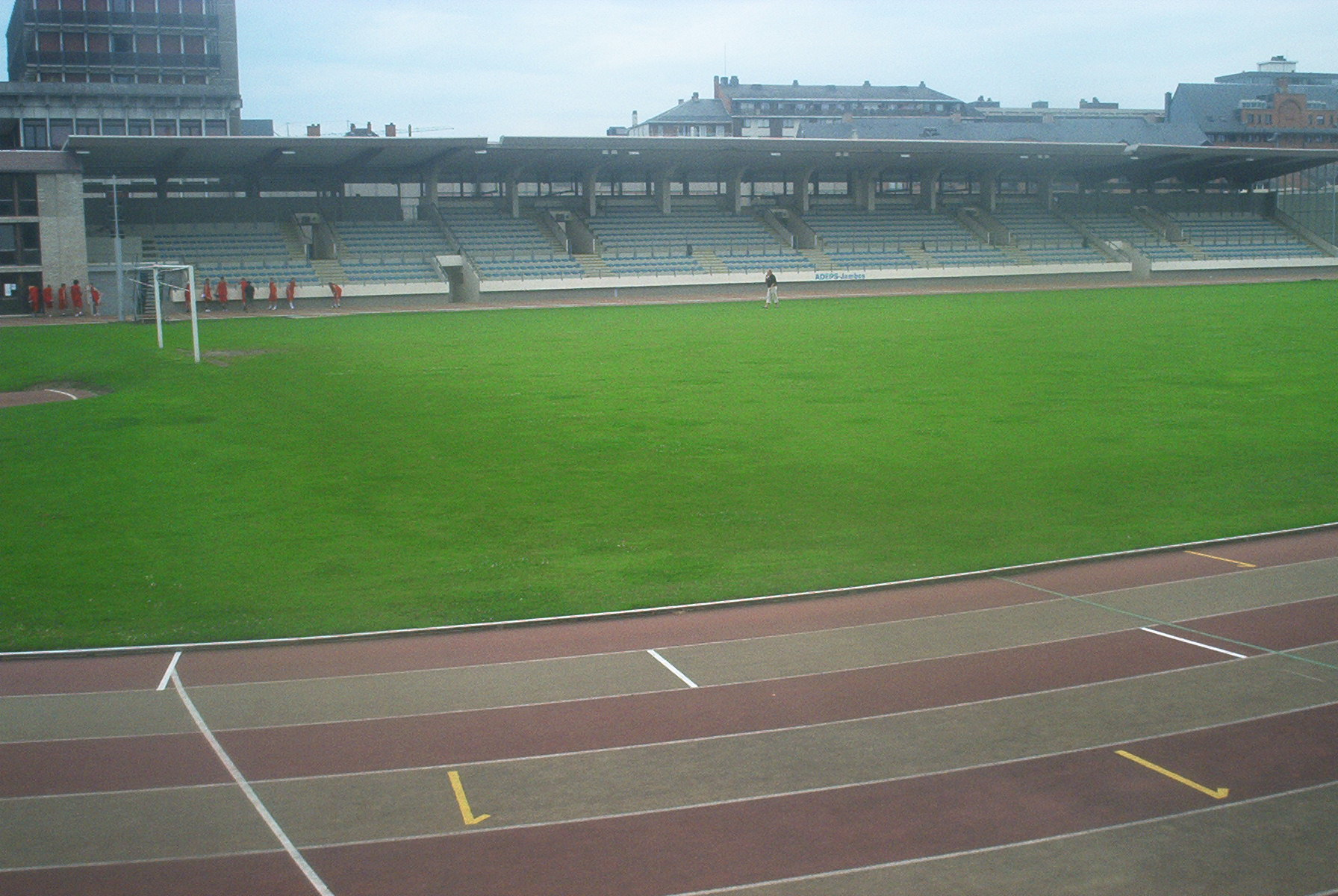
Vue de la seule tribune en 2023

Depuis la saison 2023-2024, l'Union évolue au stade ADEPS de Jambes. Ce stade est partagé avec l'ES Jamboise (football) et le SMAC (athlétisme). 
Malgré le peu d'entrain des supporters historiques liés à la rive gauche  de la Meuse et appréciant peu l'éloignement des tribunes par rapport au terrain du fait de la piste d'athlétisme, le club tente de créer une identité unioniste autour du stade notamment en utilisant l’appellation "Nid des Merles" pour le présenter dans sa communication.
Adresse: Allée du Stade, 3, 5100, Jambes.
Capacité: 2500 places (dont 1200 places assises).
Record d'assistance depuis 2023: 600 spectateurs lors du match UR Namur - KVK Tienen, premier match de Nationale 1 pour les Namurois.

## Résultats dans,  les, divisions nationales
Statistiques mises à jour le 15 mai 2025 (terme de la saison 2024-2025)

### Palmarès
- 3 fois champion de Division 3: 1944, 1952, 1960.
- 3 fois champion de Promotion: 1989, 1997, 2003.
- 2 fois champion de D 3 Amateur: 2019, 2022 .
- 4 fois en huitième de finale de Coupe de Belgique: 1935, 1965, 1973, 1974.

### Bilan
| Niv | Divisions     | Jouées | Titres | TM Up | TM Down |
| --- | ------------- | ------ | ------ | ----- | ------- |
| I   | 1re nationale | 0      | 0      |       |         |
| II  | 2e nationale  | 14     | 0      |       | 1       |
| III | 3e nationale  | 54     | 3      | 2     | 1       |
| IV  | 4e nationale  | 18     | 4      | 1     |         |
| V   | 5e nationale  | 4      | 1      |       |         |
|     |               |        |        |       |         |
|     | TOTAUX        | 90     | 8      | 3     | 2       |

- TM Up : test-match pour départager des égalités, ou toutes formes de Barrages ou de Tour final pour une montée éventuelle.
- TM Down : test-match pour départager des égalités, ou toutes formes de Barrages ou de Tour final pour le maintien.

### Classements
| Ordre               | Saison  | Nom du club               | Niveau                          | Classement final          | Remarques                        |
| ------------------- | ------- | ------------------------- | ------------------------------- | ------------------------- | -------------------------------- |
| 1                   | 1927-28 | Namur Sports              | Promotion (D3) série B          | 12e/14                    | Relégué!                         |
| séries régionales   |         |                           |                                 |                           |                                  |
| 2                   | 1931-32 | Namur Sports              | Promotion (D3) série C          | 6e/14                     |                                  |
| 3                   | 1932-33 | Namur Sports              | Promotion (D3) série C          | 3e/14                     |                                  |
| 4                   | 1933-34 | R. Namur Sports           | Promotion (D3) série C          | 6e/14                     |                                  |
| 5                   | 1934-35 | R. Namur Sports           | Promotion (D3) série C          | 2e/14                     |                                  |
| 6                   | 1935-36 | R. Namur Sports           | Promotion (D3) série A          | 2e/14                     |                                  |
| 7                   | 1936-37 | R. Namur Sports           | Promotion (D3) série A          | 9e/14                     |                                  |
| 8                   | 1937-38 | R. Namur Sports           | Promotion (D3) série C          | 8e/14                     |                                  |
| 9                   | 1938-39 | R. Namur Sports           | Promotion (D3) série B          | 11e/14                    |                                  |
|                     | 1939-41 | Compétitions interrompues | Compétitions interrompues       | Compétitions interrompues | Compétitions interrompues        |
| 10                  | 1941-42 | UR Namur                  | Promotion (D3) série C          | 11e/13                    |                                  |
| 11                  | 1942-43 | UR Namur                  | Promotion (D3) série B          | 5e/13                     |                                  |
| 12                  | 1943-44 | UR Namur                  | Promotion (D3) série C          | 1er/14                    | Champion et promu!               |
|                     | 1944-45 | Compétitions interrompues | Compétitions interrompues       | Compétitions interrompues | Compétitions interrompues        |
| 13                  | 1945-46 | UR Namur                  | Division 1 (D2) série A         | 9e/17                     |                                  |
| 14                  | 1946-47 | UR Namur                  | Division 1 (D2) série B         | 6e/17                     |                                  |
| 15                  | 1947-48 | UR Namur                  | Division 1 (D2) série A         | 7e/16                     |                                  |
| 16                  | 1948-49 | UR Namur                  | Division 1 (D2) série A         | 14e/16                    |                                  |
| 17                  | 1949-50 | UR Namur                  | Division 1 (D2) série A         | 16e/16                    | Relégué!                         |
| 18                  | 1950-51 | UR Namur                  | Promotion (D3) série A          | 6e/16                     |                                  |
| 19                  | 1951-52 | UR Namur                  | Promotion (D3) série A          | 1er/16                    | Champion!                        |
| 20                  | 1952-53 | UR Namur                  | Division 3 série B              | 14e/16                    |                                  |
| 21                  | 1953-54 | UR Namur                  | Division 3 série A              | 4e/16                     |                                  |
| 22                  | 1954-55 | UR Namur                  | Division 3 série A              | 5e/16                     |                                  |
| 23                  | 1955-56 | UR Namur                  | Division 3 série B              | 4e/16                     |                                  |
| 24                  | 1956-57 | UR Namur                  | Division 3 série A              | 3e/16                     |                                  |
| 25                  | 1957-58 | UR Namur                  | Division 3 série B              | 3e/16                     |                                  |
| 26                  | 1958-59 | UR Namur                  | Division 3 série A              | 8e/16                     |                                  |
| 27                  | 1959-60 | UR Namur                  | Division 3 série B              | 1er/16                    | Champion et promu!               |
| 28                  | 1960-61 | UR Namur                  | Division 2                      | 5e/16                     |                                  |
| 29                  | 1961-62 | UR Namur                  | Division 2                      | 12e/16                    |                                  |
| 30                  | 1962-63 | UR Namur                  | Division 2                      | 14e/16                    |                                  |
| 31                  | 1963-64 | UR Namur                  | Division 2                      | 14e/16                    |                                  |
| 32                  | 1964-65 | UR Namur                  | Division 2                      | 10e/16                    |                                  |
| 33                  | 1965-66 | UR Namur                  | Division 2                      | 4e/16                     |                                  |
| 34                  | 1966-67 | UR Namur                  | Division 2                      | 15e/16                    | Relégué!                         |
| 35                  | 1967-68 | UR Namur                  | Division 3 série B              | 7e/16                     |                                  |
| 36                  | 1968-69 | UR Namur                  | Division 3 série B              | 3e/16                     |                                  |
| 37                  | 1969-70 | UR Namur                  | Division 3 série A              | 3e/16                     |                                  |
| 38                  | 1970-71 | UR Namur                  | Division 3 série A              | 7e/16                     |                                  |
| 39                  | 1971-72 | UR Namur                  | Division 3 série B              | 7e/16                     |                                  |
| 40                  | 1972-73 | UR Namur                  | Division 3 série A              | 9e/16                     |                                  |
| 41                  | 1973-74 | UR Namur                  | Division 3 série A              | 3e/16                     |                                  |
| 42                  | 1974-75 | UR Namur                  | Division 3 série B              | 3e/16                     |                                  |
| 43                  | 1975-76 | UR Namur                  | Division 3 série B              | 5e/16                     |                                  |
| 44                  | 1976-77 | UR Namur                  | Division 3 série B              | 2e/16                     |                                  |
| 45                  | 1977-78 | UR Namur                  | Division 3 série B              | 7e/16                     |                                  |
| 46                  | 1978-79 | UR Namur                  | Division 3 série A              | 9e/16                     |                                  |
| 47                  | 1979-80 | UR Namur                  | Division 3 série B              | 15e/16                    | Relégué!                         |
| 48                  | 1980-81 | UR Namur                  | Promotion série C               | 9e/16                     |                                  |
| 49                  | 1981-82 | UR Namur                  | Promotion série B               | 8e/16                     |                                  |
| 50                  | 1982-83 | UR Namur                  | Promotion série C               | 13e/16                    |                                  |
| 51                  | 1983-84 | UR Namur                  | Promotion série D               | 15e/16                    | Relégué!                         |
| séries provinciales |         |                           |                                 |                           |                                  |
| 52                  | 1986-87 | UR Namur                  | Promotion série D               | 4e/16                     |                                  |
| 53                  | 1987-88 | UR Namur                  | Promotion série D               | 8e/16                     |                                  |
| 54                  | 1988-89 | UR Namur                  | Promotion série D               | 1er/16                    | Champion et promu!               |
| 55                  | 1989-90 | RFC Namur                 | Division 3 série A              | 7e/16                     |                                  |
| 56                  | 1990-91 | RFC Namur                 | Division 3 série A              | 14e/16                    |                                  |
| 57                  | 1991-92 | RFC Namur                 | Division 3 série A              | 10e/16                    |                                  |
| 58                  | 1992-93 | RFC Namur                 | Division 3 série A              | 4e/16                     |                                  |
| 59                  | 1993-94 | RFC Namur                 | Division 3 série A              | 9e/16                     |                                  |
| 60                  | 1994-95 | RFC Namur                 | Division 3 série B              | 13e/16                    |                                  |
| 61                  | 1995-96 | RFC Namur                 | Division 3 série A              | 15e/16                    | Relégué!                         |
| 62                  | 1996-97 | UR Namur                  | Promotion série D               | 1er/16                    | Champion et promu!               |
| 63                  | 1997-98 | UR Namur                  | Division 3 série A              | 10e/16                    |                                  |
| 64                  | 1998-99 | UR Namur                  | Division 3 série B              | 4e/16                     | Tour final!                      |
| 65                  | 1999-00 | UR Namur                  | Division 3 série B              | 11e/16                    |                                  |
| 66                  | 2000-01 | UR Namur                  | Division 3 série B              | 15e/16                    | Relégué!                         |
| 67                  | 2001-02 | UR Namur                  | Promotion série D               | 5e/16                     |                                  |
| 68                  | 2002-03 | UR Namur                  | Promotion série D               | 1er/16                    | Champion et promu!               |
| 69                  | 2003-04 | UR Namur                  | Division 3 série B              | 8e/16                     |                                  |
| 70                  | 2004-05 | UR Namur                  | Division 3 série B              | 14e/16                    | Barrages!                        |
| 71                  | 2005-06 | UR Namur                  | Division 3 série B              | 6e/16                     |                                  |
| 72                  | 2006-07 | UR Namur                  | Division 3 série B              | 2e/16                     | Promu via tour final!            |
| 73                  | 2007-08 | UR Namur                  | Division 2                      | 17e/19                    | Barrages!                        |
| 74                  | 2008-09 | UR Namur                  | Division 2                      | 19e/19                    | Relégué!                         |
| 75                  | 2009-10 | UR Namur                  | Division 3 série B              | 12e/18                    |                                  |
| 76                  | 2010-11 | UR Namur                  | Division 3 série B              | 18e/18                    | Relégué!                         |
| 77                  | 2011-12 | UR Namur                  | Promotion série D               | 11e/16                    |                                  |
| 78                  | 2012-13 | UR Namur                  | Promotion série D               | 2e/16                     | Tour final!                      |
| 79                  | 2013-14 | UR Namur                  | Promotion série D               | 8e/16                     |                                  |
| 80                  | 2014-15 | UR Namur                  | Promotion série D               | 10e/16                    |                                  |
| 81                  | 2015-16 | UR Namur                  | Promotion série D               | 6e/16                     | Tour final et promu!             |
| 82                  | 2016-17 | UR Namur                  | Division 2 Amateur ACFF         | 16e/16                    | Relégué!                         |
| 83                  | 2017-18 | UR Namur                  | Division 3 Amateur ACFF Série A | 15e/16                    | « Maintient par fusion »!        |
| 84                  | 2018-19 | UR Namur FLV              | Division 3 Amateur ACFF Série A | 1er/16                    | Champion et promu!               |
| 85                  | 2019-20 | UR Namur FLV              | Division 2 Amateur ACFF         | 15e/16                    | Relégué!                         |
| 86                  | 2020-21 | Union Namur               | Division 3 ACFF Série A         | 3e/16                     | Saison annulée                   |
| 87                  | 2021-22 | Union Namur               | Division 3 ACFF Série A         | 1er/15                    | Champion et promu!               |
| 88                  | 2022-23 | Union Namur               | Division 2 Amateur ACFF         | 2e/18                     | Deuxième et promu!               |
| 89                  | 2023-24 | Union Namur               | Nationale 1                     | 15e/18                    |                                  |
| 90                  | 2024-25 | Union Namur               | Nationale 1 ACFF                | 7e/12                     | Sauvetage au terme de play-downs |

## Anciens joueurs
- Gabor Bukran
- Frank Defays
- Patrick Mauléon
- Eliaquim Mangala
- Christian Negouai
- Léon Semmeling
- Jozef Wagner
- Patrick Gorez
- Zoran Bojovic
- Samuel Bastien
- Guy Dardenne

### Michel Soulier
Michel Soulier est un joueur de football belge, né le 23 février 1950 à Buissonville et mort tragiquement le 27 août 1977 sur la pelouse du RSC Anderlecht lors d'un match de coupe de Belgique entre le club local et l'Union Royale Namur.
En hommage à ce clubman exemplaire, le stade de l'UR Namur fut rebaptisé Stade Michel Soulier, jusqu'à sa démolition en 2001.
En outre, son numéro 3 fut retiré de la liste d'attribution des maillots.
Carrière
| Saison      | Club               | Pays     | Ligue | Matchs | Buts |
| ----------- | ------------------ | -------- | ----- | ------ | ---- |
| 1967 - 1968 | Union Royale Namur | Belgique | D3    | 1      | 0    |
| 1968 - 1969 | Union Royale Namur | Belgique | D3    | 0      | 0    |
| 1969 - 1970 | Union Royale Namur | Belgique | D3    | 3      | 0    |
| 1970 - 1971 | Union Royale Namur | Belgique | D3    | 29     | 0    |
| 1971 - 1972 | Union Royale Namur | Belgique | D3    | 21     | 1    |
| 1972 - 1973 | Union Royale Namur | Belgique | D3    | 25     | 1    |
| 1973 - 1974 | Union Royale Namur | Belgique | D3    | 28     | 1    |
| 1974 - 1975 | Union Royale Namur | Belgique | D3    | 29     | 0    |
| 1974 - 1975 | Union Royale Namur | Belgique | D3    | 29     | 0    |
| 1975 - 1976 | Union Royale Namur | Belgique | D3    | 28     | 1    |
| 1976 - 1977 | Union Royale Namur | Belgique | D3    | 29     | 0    |

### Patrick Mauléon
Patrick Mauléon est un joueur de football belge, né le 12 février 1964 à Namur et mort le 24 octobre 2004 à Namur. En hommage à ce sportif exemplaire, le complexe sportif des jeunes de l'UR Namur, situé à Jambes (Mascaux), fut rebaptisé Complexe Patrick Mauléon.
Carrière
| Saison      | Club                      | Pays     | Ligue | Matchs | Buts |
| ----------- | ------------------------- | -------- | ----- | ------ | ---- |
| 1984 - 1985 | Royale Jeunesse Arlonaise | Belgique | D4    | *      | *    |
| 1985 - 1986 | FC Lorrain Arlon          | Belgique | D4    | *      | *    |
| 1986 - 1987 | FC Lorrain Arlon          | Belgique | D4    | *      | *    |
| 1987 - 1988 | Union Royale Namur        | Belgique | D4    | 19     | 1    |
| 1988 - 1989 | Union Royale Namur        | Belgique | D4    | 29     | 1    |
| 1989 - 1990 | RFC Namur                 | Belgique | D3    | *      | *    |
| 1990 - 1991 | Saint-Trond VV            | Belgique | D1    | 27     | 0    |
| 1991 - 1992 | Saint-Trond VV            | Belgique | D2    | 20     | 3    |
| 1992 - 1993 | RFC Namur                 | Belgique | D3    | 26     | 1    |
| 1993 - 1994 | RFC Namur                 | Belgique | D3    | 28     | 4    |
| 1994 - 1995 | RFC Namur                 | Belgique | D3    | 28     | 4    |
| 1995 - 1996 | RFC Namur                 | Belgique | D3    | 21     | 1    |
| 1996 - 1997 | Union Royale Namur        | Belgique | D4    | *      | *    |
| 1997 - 1998 | Union Royale Namur        | Belgique | D3    | 26     | 0    |
| 1998 - 1999 | Union Royale Namur        | Belgique | D3    | 23     | 0    |
| 1999 - 2000 | Union Royale Namur        | Belgique | D3    | 23     | 4    |
| 2000 - 2001 | Union Royale Namur        | Belgique | D3    | 12     | 0    |

## Anciens entraîneurs
- Henri Depireux (1980-1981)
- Michel Pavic (1989-1990)
- Marc Grosjean (1996-1998)
- René Hidalgo (2006-2008)
- Georges Heylens (2008-2010)
- Etienne Delangre (2010-2011)
- / Zoran Bojovic (2012-2013)
- Pascal Bairamjan (2013-2017)
- Steve Pischedda (2017-2018) remercié le 1/2/2018.
- / Zoran Bojovic(2018)
- Jean-Claude Baudart (2019) et / Zoran Bojovic (en renfort pour les 2 derniers matchs)
- Vincent André (jusqu'au 19/8/2019)
- Zoran Bojovic (2019)
- David Akinci (décembre 2019 - avril 2020)
- Zoran Bojovic (avril 2020 - octobre 2021)
- Jérôme Patris (octobre 2021)
- Olivier Defresne (octobre 2021 - octobre 2022)
- Cédric Fauré (octobre 2022 - octobre 2024)
- David Vandenbroeck (octobre 2024 - mai 2025)

## Localisation
Google map

## Logos

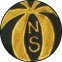
Namur Sports
Wallonia Association Namur
Union Royale Namur